# Okręg wyborczy nr 3 do Sejmu Rzeczypospolitej Polskiej
Okręg wyborczy nr 3 do Sejmu Rzeczypospolitej Polskiej obejmuje obszar miasta na prawach powiatu Wrocławia oraz powiatów górowskiego, milickiego, oleśnickiego, oławskiego, strzelińskiego, średzkiego, trzebnickiego, wołowskiego i wrocławskiego (województwo dolnośląskie). W obecnym kształcie został utworzony w 2001. Wybieranych jest w nim 14 posłów w systemie proporcjonalnym.
Siedzibą okręgowej komisji wyborczej jest Wrocław.

## Wyniki wyborów
| Podział 14 mandatów: SLD–UP: 6 Samoobrona: 1 PSL: 1 PO: 3 PiS: 2 LPR: 1 |

| Podział 14 mandatów: SLD: 1 Samoobrona: 1 PO: 6 PiS: 5 LPR: 1 |

| Podział 14 mandatów: LiD: 1 PO: 9 PiS: 4 |

| Podział 14 mandatów: RP: 1 PO: 9 PiS: 4 |

| Podział 14 mandatów: NRP: 2 K’15: 1 PO: 5 PiS: 6 |

| Podział 14 mandatów: SLD: 2 KO: 5 PSL: 1 Konfederacja: 1 PiS: 5 |

| Podział 14 mandatów: NL: 1 KO: 6 TD: 2 Konfederacja: 1 PIS: 4 |

## Reprezentanci okręgu
| Sejm | Rok  | Poseł KW       | Poseł KW         | Poseł KW            | Poseł KW           | Poseł KW            | Poseł KW                  | Poseł KW     | Poseł KW                        | Poseł KW                     | Poseł KW                                      | Poseł KW                  | Poseł KW          | Poseł KW                        | Poseł KW                | Poseł KW         | Poseł KW                           | Poseł KW                 | Poseł KW            | Poseł KW                             | Poseł KW             | Poseł KW       | Poseł KW                         | Poseł KW       | Poseł KW       | Poseł KW | Poseł KW           | Poseł KW | Poseł KW         |
| ---- | ---- | -------------- | ---------------- | ------------------- | ------------------ | ------------------- | ------------------------- | ------------ | ------------------------------- | ---------------------------- | --------------------------------------------- | ------------------------- | ----------------- | ------------------------------- | ----------------------- | ---------------- | ---------------------------------- | ------------------------ | ------------------- | ------------------------------------ | -------------------- | -------------- | -------------------------------- | -------------- | -------------- | -------- | ------------------ | -------- | ---------------- |
| IV   | 2001 |                | B. Zdrojewski PO |                     | J. Chaładaj SLD–UP |                     | H. Gucwińska SLD–UP       |              | K. Ujazdowski PiS               |                              | J. Krasoń SLD–UP (2001) SLD (2005) LiD (2007) |                           | A. Stryjewski LPR |                                 | P. Kozłowski Samoobrona |                  | J. Szymański SLD–UP                |                          | T. Jasztal SLD–UP   |                                      | A. Otręba SLD–UP     |                | J. Dobrosz PSL (2001) LPR (2005) |                | G. Schetyna PO |          | J. Protasiewicz PO |          | M. Muszyński PiS |
| IV   | 2004 | J. Duda PO     | B. Zdrojewski PO |                     | J. Chaładaj SLD–UP |                     | H. Gucwińska SLD–UP       |              | K. Ujazdowski PiS               |                              | J. Krasoń SLD–UP (2001) SLD (2005) LiD (2007) |                           | A. Stryjewski LPR |                                 | P. Kozłowski Samoobrona |                  | J. Szymański SLD–UP                |                          | T. Jasztal SLD–UP   |                                      | A. Otręba SLD–UP     |                | J. Dobrosz PSL (2001) LPR (2005) |                | G. Schetyna PO |          |                    |          | M. Muszyński PiS |
| V    | 2005 | J. Duda PO     | B. Zdrojewski PO |                     | D. Jackiewicz PiS  |                     | S. Huskowski PO           |              | K. Ujazdowski PiS               | W. Kilian PiS                | J. Krasoń SLD–UP (2001) SLD (2005) LiD (2007) | J. Żyszkiewicz Samoobrona |                   | S. Piechota PO (2005) KO (2019) |                         | B. Kempa PiS     |                                    | E. Wolak PO              |                     | A. Młyńczak PO                       | A. Natalli-Świat PiS |                | J. Dobrosz PSL (2001) LPR (2005) |                |                |          |                    |          |                  |
| VI   | 2007 |                | B. Zdrojewski PO |                     | D. Jackiewicz PiS  | A. Skorupa PO       | S. Huskowski PO           |              | K. Ujazdowski PiS               | M. Jaros PO (2007) KO (2019) | J. Krasoń SLD–UP (2001) SLD (2005) LiD (2007) |                           | N. Raba PO        | S. Piechota PO (2005) KO (2019) | R. Kaczor PO            | B. Kempa PiS     |                                    | E. Wolak PO              |                     | A. Młyńczak PO                       | A. Natalli-Świat PiS |                |                                  |                |                |          |                    |          |                  |
| VI   | 2010 | W. Kilian PiS  | B. Zdrojewski PO |                     | D. Jackiewicz PiS  | A. Skorupa PO       | S. Huskowski PO           |              | K. Ujazdowski PiS               | M. Jaros PO (2007) KO (2019) | J. Krasoń SLD–UP (2001) SLD (2005) LiD (2007) |                           | N. Raba PO        | S. Piechota PO (2005) KO (2019) | R. Kaczor PO            | B. Kempa PiS     |                                    | E. Wolak PO              |                     | A. Młyńczak PO                       |                      |                |                                  |                |                |          |                    |          |                  |
| VI   | 2011 | W. Kilian PiS  | B. Zdrojewski PO | J. Wojciechowski PO | D. Jackiewicz PiS  |                     | S. Huskowski PO           |              | K. Ujazdowski PiS               | M. Jaros PO (2007) KO (2019) | J. Krasoń SLD–UP (2001) SLD (2005) LiD (2007) |                           | N. Raba PO        | S. Piechota PO (2005) KO (2019) | R. Kaczor PO            | B. Kempa PiS     |                                    | E. Wolak PO              |                     | A. Młyńczak PO                       |                      |                |                                  |                |                |          |                    |          |                  |
| VII  | 2011 |                | B. Zdrojewski PO | W. Elsner RP        | D. Jackiewicz PiS  | J. Charłampowicz PO | S. Huskowski PO           | J. Świat PiS | K. Ujazdowski PiS               | M. Jaros PO (2007) KO (2019) | M. Łapiński PO                                | M. Zieliński PO           | M. Jędrysek PiS   | S. Piechota PO (2005) KO (2019) | R. Kaczor PO            |                  |                                    | E. Wolak PO              |                     |                                      |                      |                |                                  |                |                |          |                    |          |                  |
| VII  | 2014 | A. Młyńczak PO | P. Czarnecki PiS | W. Elsner RP        | P. Babiarz PiS     | J. Charłampowicz PO | S. Huskowski PO           | J. Świat PiS |                                 | M. Jaros PO (2007) KO (2019) | M. Łapiński PO                                | M. Zieliński PO           | M. Jędrysek PiS   | S. Piechota PO (2005) KO (2019) | R. Kaczor PO            |                  |                                    | E. Wolak PO              |                     |                                      |                      |                |                                  |                |                |          |                    |          |                  |
| VIII | 2015 | A. Młyńczak PO | P. Czarnecki PiS | A. Chybicka PO      | P. Babiarz PiS     |                     | M. Stachowiak-Różecka PiS | J. Świat PiS |                                 | M. Jaros PO (2007) KO (2019) | B. Kempa PiS                                  |                           | M. Jędrysek PiS   | S. Piechota PO (2005) KO (2019) | K. Morawiecki K’15      |                  | K. Mieszkowski .N (2015) KO (2019) |                          | J. Augustynowska .N | J. Protasiewicz PO (2015) PSL (2019) |                      |                |                                  |                |                |          |                    |          |                  |
| VIII | 2019 | A. Młyńczak PO | P. Czarnecki PiS | A. Chybicka PO      | P. Babiarz PiS     | A. Soin PiS         | M. Stachowiak-Różecka PiS | J. Świat PiS | E. Kubik K’15                   | M. Jaros PO (2007) KO (2019) |                                               |                           | M. Jędrysek PiS   | S. Piechota PO (2005) KO (2019) |                         |                  | K. Mieszkowski .N (2015) KO (2019) |                          | J. Augustynowska .N | J. Protasiewicz PO (2015) PSL (2019) |                      |                |                                  |                |                |          |                    |          |                  |
| IX   | 2019 |                | P. Czarnecki PiS | M. Tracz KO         |                    | A. Soin PiS         | M. Stachowiak-Różecka PiS | J. Świat PiS | K. Śmiszek SLD (2019) NL (2023) | M. Jaros PO (2007) KO (2019) |                                               | K. Tuduj Konfederacja     |                   | S. Piechota PO (2005) KO (2019) |                         |                  | K. Mieszkowski .N (2015) KO (2019) | A. Dziemianowicz-Bąk SLD |                     | J. Protasiewicz PO (2015) PSL (2019) |                      | G. Schetyna KO |                                  | P. Hreniak PiS |                |          |                    |          |                  |
| X    | 2023 |                | T. Zimoch TD     | M. Tracz KO         |                    | A. Soin PiS         | M. Stachowiak-Różecka PiS | J. Świat PiS | K. Śmiszek SLD (2019) NL (2023) | M. Jaros PO (2007) KO (2019) | A. Chybicka KO                                | K. Tuduj Konfederacja     |                   | B. Zdrojewski KO                | A. Sobolak KO           | J. Niezgodzka KO |                                    | I. Bodnar TD             |                     |                                      |                      |                |                                  | P. Hreniak PiS |                |          |                    |          |                  |
| X    | 2024 | M. Stożek NL   | T. Zimoch TD     | M. Tracz KO         | K. Mieszkowski KO  | A. Soin PiS         | M. Stachowiak-Różecka PiS | J. Świat PiS |                                 | M. Jaros PO (2007) KO (2019) | A. Chybicka KO                                | K. Tuduj Konfederacja     |                   |                                 | A. Sobolak KO           | J. Niezgodzka KO |                                    | I. Bodnar TD             |                     |                                      |                      |                |                                  | P. Hreniak PiS |                |          |                    |          |                  |

### Wybory parlamentarne 2001
| Komitet wyborczy                                      | Komitet wyborczy                              | Głosów  | %     | Mandaty | Wybrani posłowie                                                                            |
| ----------------------------------------------------- | --------------------------------------------- | ------- | ----- | ------- | ------------------------------------------------------------------------------------------- |
|                                                       | KKW Sojusz Lewicy Demokratycznej – Unia Pracy | 163 974 | 39,15 | 6       | Jan Chaładaj, Hanna Gucwińska, Janusz Krasoń, Jan Szymański, Teresa Jasztal, Andrzej Otręba |
|                                                       | KWW Platforma Obywatelska                     | 74 658  | 17,83 | 3       | Bogdan Zdrojewski, Grzegorz Schetyna, Jacek Protasiewicz, Jarosław Duda                     |
|                                                       | Prawo i Sprawiedliwość                        | 42 974  | 10,26 | 2       | Kazimierz Ujazdowski, Marek Muszyński                                                       |
|                                                       | Samoobrona Rzeczpospolitej Polskiej           | 39 823  | 9,51  | 1       | Piotr Kozłowski                                                                             |
|                                                       | Liga Polskich Rodzin                          | 32 913  | 7,86  | 1       | Antoni Stryjewski                                                                           |
|                                                       | KKW Akcja Wyborcza Solidarność Prawicy        | 21 831  | 5,21  | –       |                                                                                             |
|                                                       | Unia Wolności                                 | 20 953  | 5,00  | –       |                                                                                             |
|                                                       | Polskie Stronnictwo Ludowe                    | 19 841  | 4,74  | 1       | Janusz Dobrosz                                                                              |
|                                                       | Alternatywa Ruch Społeczny                    | 1864    | 0,45  | –       |                                                                                             |
| Frekwencja: 46,92% Źródło: Państwowa Komisja Wyborcza |                                               |         |       |         |                                                                                             |

Poniższa tabela przedstawia podział mandatów dla komitetów wyborczych na podstawie uzyskanych głosów, a następnie obliczonych ilorazów wyborczych na podstawie zmodyfikowanej metody Sainte-Laguë.
|        | KKW Sojusz Lewicy Demokratycznej – Unia Pracy | 163 974 | 117 124 | 54 658 | 32 795 | 23 425 | 18 219 | 14 907 | 12 613 | ... | 6073 | 6  | 6,14 |
|        | KWW Platforma Obywatelska                     | 74 658  | 53 327  | 24 886 | 14 932 | 10 665 | 8295   | 6787   | 5743   | ... | 2765 | 3  | 2,79 |
|        | Prawo i Sprawiedliwość                        | 42 974  | 30 696  | 14 325 | 8595   | 6139   | 4775   | 3907   | 3306   | ... | 1592 | 2  | 1,61 |
|        | Samoobrona Rzeczpospolitej Polskiej           | 39 823  | 28 445  | 13 274 | 7965   | 5689   | 4425   | 3620   | 3063   | ... | 1475 | 1  | 1,49 |
|        | Liga Polskich Rodzin                          | 32 913  | 23 509  | 10 971 | 6583   | 4702   | 3657   | 2992   | 2532   | ... | 1219 | 1  | 1,23 |
|        | Polskie Stronnictwo Ludowe                    | 19 841  | 14 172  | 6614   | 3968   | 2834   | 2205   | 1804   | 1526   | ... | 735  | 1  | 0,74 |
| Ogółem | Ogółem                                        | 374 183 | —       | —      | —      | —      | —      | —      | —      | —   | —    | 14 | 14   |

### Wybory parlamentarne 2005
| Komitet wyborczy                                      | Komitet wyborczy                      | Głosów  | %     | Mandaty | Wybrani posłowie                                                                                     |
| ----------------------------------------------------- | ------------------------------------- | ------- | ----- | ------- | --- |
|                                                       | Platforma Obywatelska RP              | 125 481 | 32,36 | 6       | Bogdan Zdrojewski, Stanisław Huskowski, Sławomir Piechota, Jarosław Duda, Ewa Wolak, Aldona Młyńczak |
|                                                       | Prawo i Sprawiedliwość                | 99 677  | 25,70 | 5       | Kazimierz Ujazdowski, Dawid Jackiewicz, Wiesław Kilian, Beata Kempa, Aleksandra Natalli-Świat        |
|                                                       | Sojusz Lewicy Demokratycznej          | 38 763  | 10,00 | 1       | Janusz Krasoń                                                                                        |
|                                                       | Samoobrona Rzeczpospolitej Polskiej   | 32 669  | 8,42  | 1       | Jerzy Żyszkiewicz                                                                                    |
|                                                       | Liga Polskich Rodzin                  | 26 087  | 6,73  | 1       | Janusz Dobrosz                                                                                       |
|                                                       | Partia Demokratyczna – demokraci.pl   | 16 607  | 4,28  | –       | |
|                                                       | Socjaldemokracja Polska               | 15 447  | 3,98  | –       | |
|                                                       | Polskie Stronnictwo Ludowe            | 11 762  | 3,03  | –       | |
|                                                       | Platforma Janusza Korwin-Mikke        | 9388    | 2,42  | –       | |
|                                                       | Ruch Patriotyczny                     | 4875    | 1,26  | –       | |
|                                                       | Polska Partia Pracy                   | 2400    | 0,62  | –       | |
|                                                       | Dom Ojczysty                          | 1520    | 0,39  | –       | |
|                                                       | Polska Partia Narodowa                | 945     | 0,24  | –       | |
|                                                       | Narodowe Odrodzenie Polski            | 595     | 0,15  | –       | |
|                                                       | Polska Konfederacja – Godność i Praca | 525     | 0,14  | –       | |
| Frekwencja: 41,73% Źródło: Państwowa Komisja Wyborcza |                                       |         |       |         | |

Poniższa tabela przedstawia podział mandatów dla komitetów wyborczych na podstawie uzyskanych głosów, a następnie obliczonych ilorazów wyborczych na podstawie metody D’Hondta.
| Podział mandatów dla komitetów wyborczych na podstawie metody D’Hondta | Podział mandatów dla komitetów wyborczych na podstawie metody D’Hondta | Podział mandatów dla komitetów wyborczych na podstawie metody D’Hondta | Podział mandatów dla komitetów wyborczych na podstawie metody D’Hondta | Podział mandatów dla komitetów wyborczych na podstawie metody D’Hondta | Podział mandatów dla komitetów wyborczych na podstawie metody D’Hondta | Podział mandatów dla komitetów wyborczych na podstawie metody D’Hondta | Podział mandatów dla komitetów wyborczych na podstawie metody D’Hondta | Podział mandatów dla komitetów wyborczych na podstawie metody D’Hondta | Podział mandatów dla komitetów wyborczych na podstawie metody D’Hondta | Podział mandatów dla komitetów wyborczych na podstawie metody D’Hondta | Podział mandatów dla komitetów wyborczych na podstawie metody D’Hondta | Podział mandatów dla komitetów wyborczych na podstawie metody D’Hondta | Podział mandatów dla komitetów wyborczych na podstawie metody D’Hondta |
| Komitet wyborczy                                                       | Komitet wyborczy                                                       | Liczba głosów                                                          | Iloraz wyborczy                                                        | Iloraz wyborczy                                                        | Iloraz wyborczy                                                        | Iloraz wyborczy                                                        | Iloraz wyborczy                                                        | Iloraz wyborczy                                                        | Iloraz wyborczy                                                        | Iloraz wyborczy                                                        | Iloraz wyborczy                                                        | Mandaty                                                                | TP                                                                     |
| Komitet wyborczy                                                       | Komitet wyborczy                                                       | Liczba głosów                                                          | /1                                                                     | /2                                                                     | /3                                                                     | /4                                                                     | /5                                                                     | /6                                                                     | /7                                                                     | ...                                                                    | /14                                                                    | Mandaty                                                                | TP                                                                     |
| ---------------------------------------------------------------------- | ---------------------------------------------------------------------- | ---------------------------------------------------------------------- | ---------------------------------------------------------------------- | ---------------------------------------------------------------------- | ---------------------------------------------------------------------- | ---------------------------------------------------------------------- | ---------------------------------------------------------------------- | ---------------------------------------------------------------------- | ---------------------------------------------------------------------- | ---------------------------------------------------------------------- | ---------------------------------------------------------------------- | ---------------------------------------------------------------------- | ---------------------------------------------------------------------- |
|                                                                        | Platforma Obywatelska RP                                               | 125 481                                                                | 125 481                                                                | 62 741                                                                 | 41 827                                                                 | 31 370                                                                 | 25 096                                                                 | 20 914                                                                 | 17 926                                                                 | ...                                                                    | 8963                                                                   | 6                                                                      | 5,25                                                                   |
|                                                                        | Prawo i Sprawiedliwość                                                 | 99 677                                                                 | 99 677                                                                 | 49 839                                                                 | 33 226                                                                 | 24 919                                                                 | 19 935                                                                 | 16 613                                                                 | 14 240                                                                 | ...                                                                    | 7118                                                                   | 5                                                                      | 4,17                                                                   |
|                                                                        | Sojusz Lewicy Demokratycznej                                           | 38 763                                                                 | 38 763                                                                 | 19 382                                                                 | 12 921                                                                 | 9691                                                                   | 7753                                                                   | 6461                                                                   | 5538                                                                   | ...                                                                    | 2769                                                                   | 1                                                                      | 1,62                                                                   |
|                                                                        | Samoobrona Rzeczpospolitej Polskiej                                    | 32 669                                                                 | 32 669                                                                 | 16 335                                                                 | 10 890                                                                 | 8167                                                                   | 6534                                                                   | 5445                                                                   | 4667                                                                   | ...                                                                    | 2334                                                                   | 1                                                                      | 1,37                                                                   |
|                                                                        | Liga Polskich Rodzin                                                   | 26 087                                                                 | 26 087                                                                 | 13 044                                                                 | 8696                                                                   | 6522                                                                   | 5217                                                                   | 4348                                                                   | 3727                                                                   | ...                                                                    | 1863                                                                   | 1                                                                      | 1,09                                                                   |
|                                                                        | Polskie Stronnictwo Ludowe                                             | 11 762                                                                 | 11 762                                                                 | 5881                                                                   | 3921                                                                   | 2941                                                                   | 2352                                                                   | 1960                                                                   | 1680                                                                   | ...                                                                    | 840                                                                    | 0                                                                      | 0,49                                                                   |
| Ogółem                                                                 | Ogółem                                                                 | 334 439                                                                | —                                                                      | —                                                                      | —                                                                      | —                                                                      | —                                                                      | —                                                                      | —                                                                      | —                                                                      | —                                                                      | 14                                                                     | 14                                                                     |

### Wybory parlamentarne 2007
| Komitet wyborczy                                      | Komitet wyborczy                      | Głosów  | %     | Mandaty | Wybrani posłowie |
| ----------------------------------------------------- | ------------------------------------- | ------- | ----- | ------- | --- |
|                                                       | Platforma Obywatelska RP              | 295 880 | 53,20 | 9       | Bogdan Zdrojewski, Sławomir Piechota, Stanisław Huskowski, Ewa Wolak, Andrzej Łoś, Aldona Młyńczak, Aleksander Skorupa, Michał Jaros, Norbert Raba, Roman Kaczor, Jarosław Wojciechowski |
|                                                       | Prawo i Sprawiedliwość                | 157 969 | 28,40 | 4       | Kazimierz Ujazdowski, Aleksandra Natalli-Świat, Dawid Jackiewicz, Beata Kempa, Wiesław Kilian                                                                                            |
|                                                       | KKW Lewica i Demokraci SLD+SDPL+PD+UP | 57 795  | 10,39 | 1       | Janusz Krasoń |
|                                                       | Polskie Stronnictwo Ludowe            | 26 933  | 4,84  | –       | |
|                                                       | Liga Polskich Rodzin                  | 6649    | 1,20  | –       | |
|                                                       | Samoobrona Rzeczpospolitej Polskiej   | 6212    | 1,12  | –       | |
|                                                       | Polska Partia Pracy                   | 4695    | 0,84  | –       | |
| Frekwencja: 58,18% Źródło: Państwowa Komisja Wyborcza |                                       |         |       |         | |

Poniższa tabela przedstawia podział mandatów dla komitetów wyborczych na podstawie uzyskanych głosów, a następnie obliczonych ilorazów wyborczych na podstawie metody D’Hondta.
| Podział mandatów dla komitetów wyborczych na podstawie metody D’Hondta | Podział mandatów dla komitetów wyborczych na podstawie metody D’Hondta | Podział mandatów dla komitetów wyborczych na podstawie metody D’Hondta | Podział mandatów dla komitetów wyborczych na podstawie metody D’Hondta | Podział mandatów dla komitetów wyborczych na podstawie metody D’Hondta | Podział mandatów dla komitetów wyborczych na podstawie metody D’Hondta | Podział mandatów dla komitetów wyborczych na podstawie metody D’Hondta | Podział mandatów dla komitetów wyborczych na podstawie metody D’Hondta | Podział mandatów dla komitetów wyborczych na podstawie metody D’Hondta | Podział mandatów dla komitetów wyborczych na podstawie metody D’Hondta | Podział mandatów dla komitetów wyborczych na podstawie metody D’Hondta | Podział mandatów dla komitetów wyborczych na podstawie metody D’Hondta | Podział mandatów dla komitetów wyborczych na podstawie metody D’Hondta | Podział mandatów dla komitetów wyborczych na podstawie metody D’Hondta | Podział mandatów dla komitetów wyborczych na podstawie metody D’Hondta | Podział mandatów dla komitetów wyborczych na podstawie metody D’Hondta | Podział mandatów dla komitetów wyborczych na podstawie metody D’Hondta |
| Komitet wyborczy                                                       | Komitet wyborczy                                                       | Liczba głosów                                                          | Iloraz wyborczy                                                        | Iloraz wyborczy                                                        | Iloraz wyborczy                                                        | Iloraz wyborczy                                                        | Iloraz wyborczy                                                        | Iloraz wyborczy                                                        | Iloraz wyborczy                                                        | Iloraz wyborczy                                                        | Iloraz wyborczy                                                        | Iloraz wyborczy                                                        | Iloraz wyborczy                                                        | Iloraz wyborczy                                                        | Mandaty                                                                | TP                                                                     |
| Komitet wyborczy                                                       | Komitet wyborczy                                                       | Liczba głosów                                                          | /1                                                                     | /2                                                                     | /3                                                                     | /4                                                                     | /5                                                                     | /6                                                                     | /7                                                                     | /8                                                                     | /9                                                                     | /10                                                                    | ...                                                                    | /14                                                                    | Mandaty                                                                | TP                                                                     |
| ---------------------------------------------------------------------- | ---------------------------------------------------------------------- | ---------------------------------------------------------------------- | ---------------------------------------------------------------------- | ---------------------------------------------------------------------- | ---------------------------------------------------------------------- | ---------------------------------------------------------------------- | ---------------------------------------------------------------------- | ---------------------------------------------------------------------- | ---------------------------------------------------------------------- | ---------------------------------------------------------------------- | ---------------------------------------------------------------------- | ---------------------------------------------------------------------- | ---------------------------------------------------------------------- | ---------------------------------------------------------------------- | ---------------------------------------------------------------------- | ---------------------------------------------------------------------- |
|                                                                        | Platforma Obywatelska RP                                               | 295 880                                                                | 295 880                                                                | 147 940                                                                | 98 627                                                                 | 73 970                                                                 | 59 176                                                                 | 49 313                                                                 | 42 269                                                                 | 36 985                                                                 | 32 876                                                                 | 29 588                                                                 | ...                                                                    | 21 134                                                                 | 9                                                                      | 7,69                                                                   |
|                                                                        | Prawo i Sprawiedliwość                                                 | 157 969                                                                | 157 969                                                                | 78 985                                                                 | 52 656                                                                 | 39 492                                                                 | 31 594                                                                 | 26 328                                                                 | 22 567                                                                 | 19 746                                                                 | 17 552                                                                 | 15 797                                                                 | ...                                                                    | 11 284                                                                 | 4                                                                      | 4,11                                                                   |
|                                                                        | KKW Lewica i Demokraci SLD+SDPL+PD+UP                                  | 57 795                                                                 | 57 795                                                                 | 28 898                                                                 | 19 265                                                                 | 14 449                                                                 | 11 559                                                                 | 9633                                                                   | 8256                                                                   | 7224                                                                   | 6422                                                                   | 5780                                                                   | ...                                                                    | 4128                                                                   | 1                                                                      | 1,50                                                                   |
|                                                                        | Polskie Stronnictwo Ludowe                                             | 26 933                                                                 | 26 933                                                                 | 13 467                                                                 | 8978                                                                   | 6733                                                                   | 5387                                                                   | 4489                                                                   | 3848                                                                   | 3367                                                                   | 2993                                                                   | 2693                                                                   | ...                                                                    | 1924                                                                   | 0                                                                      | 0,70                                                                   |
| Ogółem                                                                 | Ogółem                                                                 | 538 577                                                                | —                                                                      | —                                                                      | —                                                                      | —                                                                      | —                                                                      | —                                                                      | —                                                                      | —                                                                      | —                                                                      | —                                                                      | —                                                                      | —                                                                      | 14                                                                     | 14                                                                     |

### Wybory parlamentarne 2011
| Komitet wyborczy                                      | Komitet wyborczy                    | Głosów  | %     | Mandaty | Wybrani posłowie |
| ----------------------------------------------------- | ----------------------------------- | ------- | ----- | ------- | --- |
|                                                       | Platforma Obywatelska RP            | 250 869 | 50,53 | 9       | Bogdan Zdrojewski, Sławomir Piechota, Ewa Wolak, Michał Jaros, Jarosław Charłampowicz, Stanisław Huskowski, Marek Łapiński, Maciej Zieliński, Roman Kaczor, Aldona Młyńczak |
|                                                       | Prawo i Sprawiedliwość              | 127 311 | 25,64 | 4       | Dawid Jackiewicz, Kazimierz Ujazdowski, Mariusz Jędrysek, Jacek Świat, Przemysław Czarnecki, Piotr Babiarz                                                                  |
|                                                       | Ruch Palikota                       | 47 626  | 9,59  | 1       | Wincenty Elsner |
|                                                       | Sojusz Lewicy Demokratycznej        | 26 754  | 5,39  | –       | |
|                                                       | Polskie Stronnictwo Ludowe          | 21 946  | 4,42  | –       | |
|                                                       | Nowa Prawica – Janusza Korwin-Mikke | 11 685  | 2,35  | –       | |
|                                                       | Polska Jest Najważniejsza           | 8096    | 1,63  | –       | |
|                                                       | Polska Partia Pracy – Sierpień 80   | 2220    | 0,45  | –       | |
| Frekwencja: 52,49% Źródło: Państwowa Komisja Wyborcza |                                     |         |       |         | |

Poniższa tabela przedstawia podział mandatów dla komitetów wyborczych na podstawie uzyskanych głosów, a następnie obliczonych ilorazów wyborczych na podstawie metody D’Hondta.
| Podział mandatów dla komitetów wyborczych na podstawie metody D’Hondta | Podział mandatów dla komitetów wyborczych na podstawie metody D’Hondta | Podział mandatów dla komitetów wyborczych na podstawie metody D’Hondta | Podział mandatów dla komitetów wyborczych na podstawie metody D’Hondta | Podział mandatów dla komitetów wyborczych na podstawie metody D’Hondta | Podział mandatów dla komitetów wyborczych na podstawie metody D’Hondta | Podział mandatów dla komitetów wyborczych na podstawie metody D’Hondta | Podział mandatów dla komitetów wyborczych na podstawie metody D’Hondta | Podział mandatów dla komitetów wyborczych na podstawie metody D’Hondta | Podział mandatów dla komitetów wyborczych na podstawie metody D’Hondta | Podział mandatów dla komitetów wyborczych na podstawie metody D’Hondta | Podział mandatów dla komitetów wyborczych na podstawie metody D’Hondta | Podział mandatów dla komitetów wyborczych na podstawie metody D’Hondta | Podział mandatów dla komitetów wyborczych na podstawie metody D’Hondta | Podział mandatów dla komitetów wyborczych na podstawie metody D’Hondta | Podział mandatów dla komitetów wyborczych na podstawie metody D’Hondta | Podział mandatów dla komitetów wyborczych na podstawie metody D’Hondta |
| Komitet wyborczy                                                       | Komitet wyborczy                                                       | Liczba głosów                                                          | Iloraz wyborczy                                                        | Iloraz wyborczy                                                        | Iloraz wyborczy                                                        | Iloraz wyborczy                                                        | Iloraz wyborczy                                                        | Iloraz wyborczy                                                        | Iloraz wyborczy                                                        | Iloraz wyborczy                                                        | Iloraz wyborczy                                                        | Iloraz wyborczy                                                        | Iloraz wyborczy                                                        | Iloraz wyborczy                                                        | Mandaty                                                                | TP                                                                     |
| Komitet wyborczy                                                       | Komitet wyborczy                                                       | Liczba głosów                                                          | /1                                                                     | /2                                                                     | /3                                                                     | /4                                                                     | /5                                                                     | /6                                                                     | /7                                                                     | /8                                                                     | /9                                                                     | /10                                                                    | ...                                                                    | /14                                                                    | Mandaty                                                                | TP                                                                     |
| ---------------------------------------------------------------------- | ---------------------------------------------------------------------- | ---------------------------------------------------------------------- | ---------------------------------------------------------------------- | ---------------------------------------------------------------------- | ---------------------------------------------------------------------- | ---------------------------------------------------------------------- | ---------------------------------------------------------------------- | ---------------------------------------------------------------------- | ---------------------------------------------------------------------- | ---------------------------------------------------------------------- | ---------------------------------------------------------------------- | ---------------------------------------------------------------------- | ---------------------------------------------------------------------- | ---------------------------------------------------------------------- | ---------------------------------------------------------------------- | ---------------------------------------------------------------------- |
|                                                                        | Platforma Obywatelska RP                                               | 250 0869                                                               | 250 869                                                                | 125 435                                                                | 83 623                                                                 | 62 717                                                                 | 50 174                                                                 | 41 812                                                                 | 35 838                                                                 | 31 359                                                                 | 27 874                                                                 | 25 087                                                                 | ...                                                                    | 17 919                                                                 | 9                                                                      | 7,40                                                                   |
|                                                                        | Prawo i Sprawiedliwość                                                 | 127 311                                                                | 127 311                                                                | 63 656                                                                 | 42 437                                                                 | 31 828                                                                 | 25 462                                                                 | 21 219                                                                 | 18 187                                                                 | 15 914                                                                 | 14 146                                                                 | 12 731                                                                 | ...                                                                    | 9094                                                                   | 4                                                                      | 3,76                                                                   |
|                                                                        | Ruch Palikota                                                          | 47 626                                                                 | 47 626                                                                 | 23 813                                                                 | 15 875                                                                 | 11 907                                                                 | 9525                                                                   | 7938                                                                   | 6804                                                                   | 5953                                                                   | 5292                                                                   | 4763                                                                   | ...                                                                    | 3402                                                                   | 1                                                                      | 1,41                                                                   |
|                                                                        | Sojusz Lewicy Demokratycznej                                           | 26 754                                                                 | 26 754                                                                 | 13 377                                                                 | 8918                                                                   | 6689                                                                   | 5351                                                                   | 4459                                                                   | 3822                                                                   | 3344                                                                   | 2973                                                                   | 2675                                                                   | ...                                                                    | 1911                                                                   | 0                                                                      | 0,79                                                                   |
|                                                                        | Polskie Stronnictwo Ludowe                                             | 21 946                                                                 | 21 946                                                                 | 10 973                                                                 | 7315                                                                   | 5487                                                                   | 4389                                                                   | 3658                                                                   | 3135                                                                   | 2743                                                                   | 2438                                                                   | 2195                                                                   | ...                                                                    | 1568                                                                   | 0                                                                      | 0,65                                                                   |
| Ogółem                                                                 | Ogółem                                                                 | 474 506                                                                | —                                                                      | —                                                                      | —                                                                      | —                                                                      | —                                                                      | —                                                                      | —                                                                      | —                                                                      | —                                                                      | —                                                                      | —                                                                      | —                                                                      | 14                                                                     | 14                                                                     |

### Wybory parlamentarne 2015
| Komitet wyborczy                                      | Komitet wyborczy                             | Głosów  | %     | Mandaty | Wybrani posłowie |
| ----------------------------------------------------- | -------------------------------------------- | ------- | ----- | ------- | --- |
|                                                       | Prawo i Sprawiedliwość                       | 163 323 | 31,21 | 6       | Mirosława Stachowiak-Różecka, Beata Kempa, Jacek Świat, Mariusz Jędrysek, Piotr Babiarz, Przemysław Czarnecki, Agnieszka Soin |
|                                                       | Platforma Obywatelska RP                     | 159 582 | 30,49 | 5       | Alicja Chybicka, Jacek Protasiewicz, Michał Jaros, Sławomir Piechota, Aldona Młyńczak                                         |
|                                                       | Nowoczesna Ryszarda Petru                    | 55 756  | 10,65 | 2       | Krzysztof Mieszkowski, Joanna Augustynowska                                                                                   |
|                                                       | KWW Kukiz’15                                 | 45 726  | 8,74  | 1       | Kornel Morawiecki, Edyta Kubik                                                                                                |
|                                                       | KKW Zjednoczona Lewica SLD+TR+PPS+UP+Zieloni | 31 932  | 6,10  | –       | |
|                                                       | KORWiN                                       | 27 341  | 5,22  | –       | |
|                                                       | Partia Razem                                 | 22 059  | 4,21  | –       | |
|                                                       | Polskie Stronnictwo Ludowe                   | 13 604  | 2,60  | –       | |
|                                                       | KWW Zbigniewa Stonogi                        | 2779    | 0,53  | –       | |
|                                                       | KWW Grzegorza Brauna „Szczęść Boże!”         | 1269    | 0,24  | –       | |
| Frekwencja: 54,08% Źródło: Państwowa Komisja Wyborcza |                                              |         |       |         | |

Poniższa tabela przedstawia podział mandatów dla komitetów wyborczych na podstawie uzyskanych głosów, a następnie obliczonych ilorazów wyborczych na podstawie metody D’Hondta.
| Podział mandatów dla komitetów wyborczych na podstawie metody D’Hondta | Podział mandatów dla komitetów wyborczych na podstawie metody D’Hondta | Podział mandatów dla komitetów wyborczych na podstawie metody D’Hondta | Podział mandatów dla komitetów wyborczych na podstawie metody D’Hondta | Podział mandatów dla komitetów wyborczych na podstawie metody D’Hondta | Podział mandatów dla komitetów wyborczych na podstawie metody D’Hondta | Podział mandatów dla komitetów wyborczych na podstawie metody D’Hondta | Podział mandatów dla komitetów wyborczych na podstawie metody D’Hondta | Podział mandatów dla komitetów wyborczych na podstawie metody D’Hondta | Podział mandatów dla komitetów wyborczych na podstawie metody D’Hondta | Podział mandatów dla komitetów wyborczych na podstawie metody D’Hondta | Podział mandatów dla komitetów wyborczych na podstawie metody D’Hondta | Podział mandatów dla komitetów wyborczych na podstawie metody D’Hondta | Podział mandatów dla komitetów wyborczych na podstawie metody D’Hondta |
| Komitet wyborczy                                                       | Komitet wyborczy                                                       | Liczba głosów                                                          | Iloraz wyborczy                                                        | Iloraz wyborczy                                                        | Iloraz wyborczy                                                        | Iloraz wyborczy                                                        | Iloraz wyborczy                                                        | Iloraz wyborczy                                                        | Iloraz wyborczy                                                        | Iloraz wyborczy                                                        | Iloraz wyborczy                                                        | Mandaty                                                                | TP                                                                     |
| Komitet wyborczy                                                       | Komitet wyborczy                                                       | Liczba głosów                                                          | /1                                                                     | /2                                                                     | /3                                                                     | /4                                                                     | /5                                                                     | /6                                                                     | /7                                                                     | ...                                                                    | /14                                                                    | Mandaty                                                                | TP                                                                     |
| ---------------------------------------------------------------------- | ---------------------------------------------------------------------- | ---------------------------------------------------------------------- | ---------------------------------------------------------------------- | ---------------------------------------------------------------------- | ---------------------------------------------------------------------- | ---------------------------------------------------------------------- | ---------------------------------------------------------------------- | ---------------------------------------------------------------------- | ---------------------------------------------------------------------- | ---------------------------------------------------------------------- | ---------------------------------------------------------------------- | ---------------------------------------------------------------------- | ---------------------------------------------------------------------- |
|                                                                        | Prawo i Sprawiedliwość                                                 | 163 323                                                                | 163 323                                                                | 81 662                                                                 | 54 441                                                                 | 40 831                                                                 | 32 665                                                                 | 27 221                                                                 | 23 332                                                                 | ...                                                                    | 11 666                                                                 | 6                                                                      | 5,22                                                                   |
|                                                                        | Platforma Obywatelska RP                                               | 159 582                                                                | 159 582                                                                | 79 791                                                                 | 53 194                                                                 | 39 896                                                                 | 31 916                                                                 | 26 597                                                                 | 22 797                                                                 | ...                                                                    | 11 399                                                                 | 5                                                                      | 5,10                                                                   |
|                                                                        | Nowoczesna Ryszarda Petru                                              | 55 756                                                                 | 55 756                                                                 | 27 878                                                                 | 18 585                                                                 | 13 939                                                                 | 11 151                                                                 | 9293                                                                   | 7965                                                                   | ...                                                                    | 3986                                                                   | 2                                                                      | 1,78                                                                   |
|                                                                        | KWW Kukiz’15                                                           | 45 726                                                                 | 45 726                                                                 | 22 863                                                                 | 15 242                                                                 | 11 432                                                                 | 9145                                                                   | 7621                                                                   | 6532                                                                   | ...                                                                    | 3266                                                                   | 1                                                                      | 1,46                                                                   |
|                                                                        | Polskie Stronnictwo Ludowe                                             | 13 604                                                                 | 13 604                                                                 | 6802                                                                   | 4535                                                                   | 3401                                                                   | 2721                                                                   | 2267                                                                   | 1943                                                                   | ...                                                                    | 972                                                                    | 0                                                                      | 0,43                                                                   |
| Ogółem                                                                 | Ogółem                                                                 | 437 991                                                                | —                                                                      | —                                                                      | —                                                                      | —                                                                      | —                                                                      | —                                                                      | —                                                                      | —                                                                      | —                                                                      | 14                                                                     | 14                                                                     |

### Wybory parlamentarne 2019
| Komitet wyborczy                                      | Komitet wyborczy                           | Głosów  | %     | Mandaty | Wybrani posłowie                                                                               |
| ----------------------------------------------------- | ------------------------------------------ | ------- | ----- | ------- | ---------------------------------------------------------------------------------------------- |
|                                                       | Prawo i Sprawiedliwość                     | 226 915 | 34,67 | 5       | Mirosława Stachowiak-Różecka, Przemysław Czarnecki, Jacek Świat, Paweł Hreniak, Agnieszka Soin |
|                                                       | KKW Koalicja Obywatelska PO .N iPL Zieloni | 214 629 | 32,80 | 5       | Grzegorz Schetyna, Michał Jaros, Małgorzata Tracz, Sławomir Piechota, Krzysztof Mieszkowski    |
|                                                       | Sojusz Lewicy Demokratycznej               | 100 843 | 15,41 | 2       | Krzysztof Śmiszek, Agnieszka Dziemianowicz-Bąk                                                 |
|                                                       | Konfederacja Wolność i Niepodległość       | 48 775  | 7,45  | 1       | Krzysztof Tuduj                                                                                |
|                                                       | Polskie Stronnictwo Ludowe                 | 42 269  | 6,46  | 1       | Jacek Protasiewicz                                                                             |
|                                                       | KWW Koalicja Bezpartyjni i Samorządowcy    | 21 024  | 3,21  | –       |                                                                                                |
| Frekwencja: 65,89% Źródło: Państwowa Komisja Wyborcza |                                            |         |       |         |                                                                                                |

Poniższa tabela przedstawia podział mandatów dla komitetów wyborczych na podstawie uzyskanych głosów, a następnie obliczonych ilorazów wyborczych na podstawie metody D’Hondta.
| Podział mandatów dla komitetów wyborczych na podstawie metody D’Hondta | Podział mandatów dla komitetów wyborczych na podstawie metody D’Hondta | Podział mandatów dla komitetów wyborczych na podstawie metody D’Hondta | Podział mandatów dla komitetów wyborczych na podstawie metody D’Hondta | Podział mandatów dla komitetów wyborczych na podstawie metody D’Hondta | Podział mandatów dla komitetów wyborczych na podstawie metody D’Hondta | Podział mandatów dla komitetów wyborczych na podstawie metody D’Hondta | Podział mandatów dla komitetów wyborczych na podstawie metody D’Hondta | Podział mandatów dla komitetów wyborczych na podstawie metody D’Hondta | Podział mandatów dla komitetów wyborczych na podstawie metody D’Hondta | Podział mandatów dla komitetów wyborczych na podstawie metody D’Hondta | Podział mandatów dla komitetów wyborczych na podstawie metody D’Hondta | Podział mandatów dla komitetów wyborczych na podstawie metody D’Hondta |
| Komitet wyborczy                                                       | Komitet wyborczy                                                       | Liczba głosów                                                          | Iloraz wyborczy                                                        | Iloraz wyborczy                                                        | Iloraz wyborczy                                                        | Iloraz wyborczy                                                        | Iloraz wyborczy                                                        | Iloraz wyborczy                                                        | Iloraz wyborczy                                                        | Iloraz wyborczy                                                        | Mandaty                                                                | TP                                                                     |
| Komitet wyborczy                                                       | Komitet wyborczy                                                       | Liczba głosów                                                          | /1                                                                     | /2                                                                     | /3                                                                     | /4                                                                     | /5                                                                     | /6                                                                     | ...                                                                    | /14                                                                    | Mandaty                                                                | TP                                                                     |
| ---------------------------------------------------------------------- | ---------------------------------------------------------------------- | ---------------------------------------------------------------------- | ---------------------------------------------------------------------- | ---------------------------------------------------------------------- | ---------------------------------------------------------------------- | ---------------------------------------------------------------------- | ---------------------------------------------------------------------- | ---------------------------------------------------------------------- | ---------------------------------------------------------------------- | ---------------------------------------------------------------------- | ---------------------------------------------------------------------- | ---------------------------------------------------------------------- |
|                                                                        | Prawo i Sprawiedliwość                                                 | 226 915                                                                | 226 915                                                                | 113 458                                                                | 75 638                                                                 | 56 729                                                                 | 45 383                                                                 | 37 819                                                                 | ...                                                                    | 16 208                                                                 | 5                                                                      | 5,02                                                                   |
|                                                                        | KKW Koalicja Obywatelska PO .N iPL Zieloni                             | 214 629                                                                | 214 629                                                                | 107 315                                                                | 71 543                                                                 | 53 657                                                                 | 42 926                                                                 | 35 772                                                                 | ...                                                                    | 15 331                                                                 | 5                                                                      | 4,74                                                                   |
|                                                                        | Sojusz Lewicy Demokratycznej                                           | 100 843                                                                | 100 843                                                                | 50 422                                                                 | 33 614                                                                 | 25 211                                                                 | 20 169                                                                 | 16 807                                                                 | ...                                                                    | 7203                                                                   | 2                                                                      | 2,23                                                                   |
|                                                                        | Konfederacja Wolność i Niepodległość                                   | 48 775                                                                 | 48 775                                                                 | 24 388                                                                 | 16 258                                                                 | 12 194                                                                 | 9755                                                                   | 8129                                                                   | ...                                                                    | 3484                                                                   | 1                                                                      | 1,08                                                                   |
|                                                                        | Polskie Stronnictwo Ludowe                                             | 42 269                                                                 | 42 269                                                                 | 21 135                                                                 | 14 090                                                                 | 10 567                                                                 | 8454                                                                   | 7045                                                                   | ...                                                                    | 3019                                                                   | 1                                                                      | 0,93                                                                   |
| Ogółem                                                                 | Ogółem                                                                 | 633 431                                                                | —                                                                      | —                                                                      | —                                                                      | —                                                                      | —                                                                      | —                                                                      | —                                                                      | —                                                                      | 14                                                                     | 14                                                                     |

### Wybory parlamentarne 2023
| Komitet wyborczy                                      | Komitet wyborczy                                                           | Głosów  | %     | Mandaty | Wybrani posłowie |
| ----------------------------------------------------- | -------------------------------------------------------------------------- | ------- | ----- | ------- | --- |
|                                                       | KKW Koalicja Obywatelska PO .N iPL Zieloni                                 | 286 713 | 36,94 | 6       | Bogdan Zdrojewski, Alicja Chybicka, Michał Jaros, Małgorzata Tracz, Anna Sobolak, Jolanta Niezgodzka, Krzysztof Mieszkowski |
|                                                       | Prawo i Sprawiedliwość                                                     | 206 899 | 26,66 | 4       | Mirosława Stachowiak-Różecka, Paweł Hreniak, Agnieszka Soin, Jacek Świat                                                    |
|                                                       | KKW Trzecia Droga Polska 2050 Szymona Hołowni – Polskie Stronnictwo Ludowe | 106 624 | 13,74 | 2       | Tomasz Zimoch, Izabela Bodnar                                                                                               |
|                                                       | Nowa Lewica                                                                | 88 089  | 11,35 | 1       | Krzysztof Śmiszek, Marta Stożek                                                                                             |
|                                                       | Konfederacja Wolność i Niepodległość                                       | 54 132  | 6,98  | 1       | Krzysztof Tuduj |
|                                                       | KWW Koalicja Bezpartyjni i Samorządowcy                                    | 22 412  | 2,89  | –       | |
|                                                       | Polska Jest Jedna                                                          | 11 185  | 1,44  | –       | |
| Frekwencja: 78,12% Źródło: Państwowa Komisja Wyborcza |                                                                            |         |       |         | |

Poniższa tabela przedstawia podział mandatów dla komitetów wyborczych na podstawie uzyskanych głosów, a następnie obliczonych ilorazów wyborczych na podstawie metody D’Hondta.
| Podział mandatów dla komitetów wyborczych na podstawie metody D’Hondta | Podział mandatów dla komitetów wyborczych na podstawie metody D’Hondta     | Podział mandatów dla komitetów wyborczych na podstawie metody D’Hondta | Podział mandatów dla komitetów wyborczych na podstawie metody D’Hondta | Podział mandatów dla komitetów wyborczych na podstawie metody D’Hondta | Podział mandatów dla komitetów wyborczych na podstawie metody D’Hondta | Podział mandatów dla komitetów wyborczych na podstawie metody D’Hondta | Podział mandatów dla komitetów wyborczych na podstawie metody D’Hondta | Podział mandatów dla komitetów wyborczych na podstawie metody D’Hondta | Podział mandatów dla komitetów wyborczych na podstawie metody D’Hondta | Podział mandatów dla komitetów wyborczych na podstawie metody D’Hondta | Podział mandatów dla komitetów wyborczych na podstawie metody D’Hondta | Podział mandatów dla komitetów wyborczych na podstawie metody D’Hondta | Podział mandatów dla komitetów wyborczych na podstawie metody D’Hondta |
| Komitet wyborczy                                                       | Komitet wyborczy                                                           | Liczba głosów                                                          | Iloraz wyborczy                                                        | Iloraz wyborczy                                                        | Iloraz wyborczy                                                        | Iloraz wyborczy                                                        | Iloraz wyborczy                                                        | Iloraz wyborczy                                                        | Iloraz wyborczy                                                        | Iloraz wyborczy                                                        | Iloraz wyborczy                                                        | Mandaty                                                                | TP                                                                     |
| Komitet wyborczy                                                       | Komitet wyborczy                                                           | Liczba głosów                                                          | /1                                                                     | /2                                                                     | /3                                                                     | /4                                                                     | /5                                                                     | /6                                                                     | /7                                                                     | ...                                                                    | /14                                                                    | Mandaty                                                                | TP                                                                     |
| ---------------------------------------------------------------------- | -------------------------------------------------------------------------- | ---------------------------------------------------------------------- | ---------------------------------------------------------------------- | ---------------------------------------------------------------------- | ---------------------------------------------------------------------- | ---------------------------------------------------------------------- | ---------------------------------------------------------------------- | ---------------------------------------------------------------------- | ---------------------------------------------------------------------- | ---------------------------------------------------------------------- | ---------------------------------------------------------------------- | ---------------------------------------------------------------------- | ---------------------------------------------------------------------- |
|                                                                        | KKW Koalicja Obywatelska PO .N iPL Zieloni                                 | 286 713                                                                | 286 713                                                                | 143 357                                                                | 95 571                                                                 | 71 678                                                                 | 57 343                                                                 | 47 786                                                                 | 40 959                                                                 | ...                                                                    | 20 480                                                                 | 6                                                                      | 5,41                                                                   |
|                                                                        | Prawo i Sprawiedliwość                                                     | 206 899                                                                | 206 899                                                                | 103 450                                                                | 68 966                                                                 | 51 725                                                                 | 41 380                                                                 | 34 483                                                                 | 29 557                                                                 | ...                                                                    | 14 779                                                                 | 4                                                                      | 3,90                                                                   |
|                                                                        | KKW Trzecia Droga Polska 2050 Szymona Hołowni – Polskie Stronnictwo Ludowe | 106 624                                                                | 106 624                                                                | 53 312                                                                 | 35 541                                                                 | 26 656                                                                 | 21 325                                                                 | 17 771                                                                 | 15 232                                                                 | ...                                                                    | 7616                                                                   | 2                                                                      | 2,01                                                                   |
|                                                                        | Nowa Lewica                                                                | 88 089                                                                 | 88 089                                                                 | 44 045                                                                 | 29 363                                                                 | 22 022                                                                 | 17 618                                                                 | 14 682                                                                 | 12 584                                                                 | ...                                                                    | 6292                                                                   | 1                                                                      | 1,66                                                                   |
|                                                                        | Konfederacja Wolność i Niepodległość                                       | 54 132                                                                 | 54 132                                                                 | 27 066                                                                 | 18 044                                                                 | 13 533                                                                 | 10 826                                                                 | 9022                                                                   | 7733                                                                   | ...                                                                    | 3867                                                                   | 1                                                                      | 1,02                                                                   |
| Ogółem                                                                 | Ogółem                                                                     | 742 457                                                                | —                                                                      | —                                                                      | —                                                                      | —                                                                      | —                                                                      | —                                                                      | —                                                                      | —                                                                      | 14                                                                     | 14                                                                     |                                                                        |